# Летсіє III
Летсіє III (англ. Letsie III; нар. 17 липня 1963) — другий король Лесото. Син Мошвешве II.

## Біографія
1987 року в результаті конфлікту з армією король Мошвешве II втік із країни, і новим королем був проголошений його син Летсіє III.
Наступний військовий переворот стався 1991, коли голова військової хунти Джастін Мецінг-Лекханья був відсторонений, і до влади прийшов генерал Еліас Фісвана-Рамаема, який тримав владу до демократичних виборів 1993 року, на яких перемогу здобула Партія Конгресу Басото (BCP). Колишній король Мошвешве II зміг повернутися із заслання як звичайний громадянин. Король Летсіє III намагався переконати уряд призначити свого батька Мошвешве II головою держави, але останній відхилив претензії.
У серпні 1994 року король Летсіє III за підтримки військових здійснив переворот й усунув уряд BCP від влади. Новий уряд не здобув повного міжнародного визнання. Країни-члени SADC провели перемовини й домоглись повернення уряду BCP за умови, що король-батько очолить країну. 1996 року після тривалих перемовин партія BCP знову прийшла до влади, а король повернувся 1995, але вже наступного року Мошвешве загинув в автомобільній катастрофі, і трон повернувся до його сина Летсіє III.